# Tolumnia urophylla
Tolumnia urophylla är en orkidéart som först beskrevs av Conrad Loddiges och John Lindley, och fick sitt nu gällande namn av Guido Jozef Braem. Tolumnia urophylla ingår i släktet Tolumnia och familjen orkidéer. Inga underarter finns listade i Catalogue of Life.